# Linaria rubioides
Linaria rubioides är en grobladsväxtart. Linaria rubioides ingår i släktet sporrar, och familjen grobladsväxter.

## Underarter
Arten delas in i följande underarter:
- L. r. nissana
- L. r. rubioides